# Bahnstrecke Schönebeck–Blumenberg
| Streckennummer: | 6857                 |                              |                              |
| Kursbuchstrecke (DB): | 711 (DR) 316 (DB AG) |                              |                              |
| Kursbuchstrecke: | 158c (1934)          |                              |                              |
| Streckenlänge: | 25,5 km              |                              |                              |
| Spurweite: | 1435 mm (Normalspur) |                              |                              |
| Streckengeschwindigkeit: | 50 km/h              |                              |                              |
| |                      |                              |                              |
| \| \| \| von Leipzig \| \| \| \| 0,0 \| Schönebeck (Elbe) \| Schönebeck (Elbe) \| \| \| \| nach Magdeburg \| \| \| \| 2,5 \| Schönebeck (Elbe) West \| Schönebeck (Elbe) West \| \| \| \| A 14 \| \| \| \| 7,3 \| Welsleben \| Welsleben \| \| \| 13,3 \| Bahrendorf \| Bahrendorf \| \| \| 16,5 \| Altenweddingen \| Altenweddingen \| \| \| 19,8 \| Schwaneberg \| Schwaneberg \| \| \| \| von Halberstadt und Staßfurt \| \| \| \| 25,5 \| Blumenberg \| Blumenberg \| \| \| \| nach Eilsleben \| \| \| \| \| nach Magdeburg \| \| |                      |                              |                              |
| Strecke |                      | von Leipzig                  | von Leipzig                  |
| Bahnhof | 0,0                  | Schönebeck (Elbe)            | Schönebeck (Elbe)            |
| Abzweig ehemals geradeaus und nach rechts |                      | nach Magdeburg               | nach Magdeburg               |
| Haltepunkt / Haltestelle (Strecke außer Betrieb) | 2,5                  | Schönebeck (Elbe) West       | Schönebeck (Elbe) West       |
| Strecke mit Straßenbrücke (Strecke außer Betrieb) |                      | A 14                         | A 14                         |
| Bahnhof (Strecke außer Betrieb) | 7,3                  | Welsleben                    | Welsleben                    |
| Bahnhof (Strecke außer Betrieb) | 13,3                 | Bahrendorf                   | Bahrendorf                   |
| Bahnhof (Strecke außer Betrieb) | 16,5                 | Altenweddingen               | Altenweddingen               |
| Bahnhof (Strecke außer Betrieb) | 19,8                 | Schwaneberg                  | Schwaneberg                  |
| Abzweig ehemals geradeaus und von links |                      | von Halberstadt und Staßfurt | von Halberstadt und Staßfurt |
| Dienststation / Betriebs- oder Güterbahnhof | 25,5                 | Blumenberg                   | Blumenberg                   |
| Abzweig geradeaus und ehemals nach links |                      | nach Eilsleben               | nach Eilsleben               |
| Strecke |                      | nach Magdeburg               | nach Magdeburg               |

Die Bahnstrecke Schönebeck (Elbe)–Blumenberg war eine eingleisige, nicht elektrifizierte Nebenbahn in Sachsen-Anhalt südwestlich von Magdeburg.

## Streckenverlauf

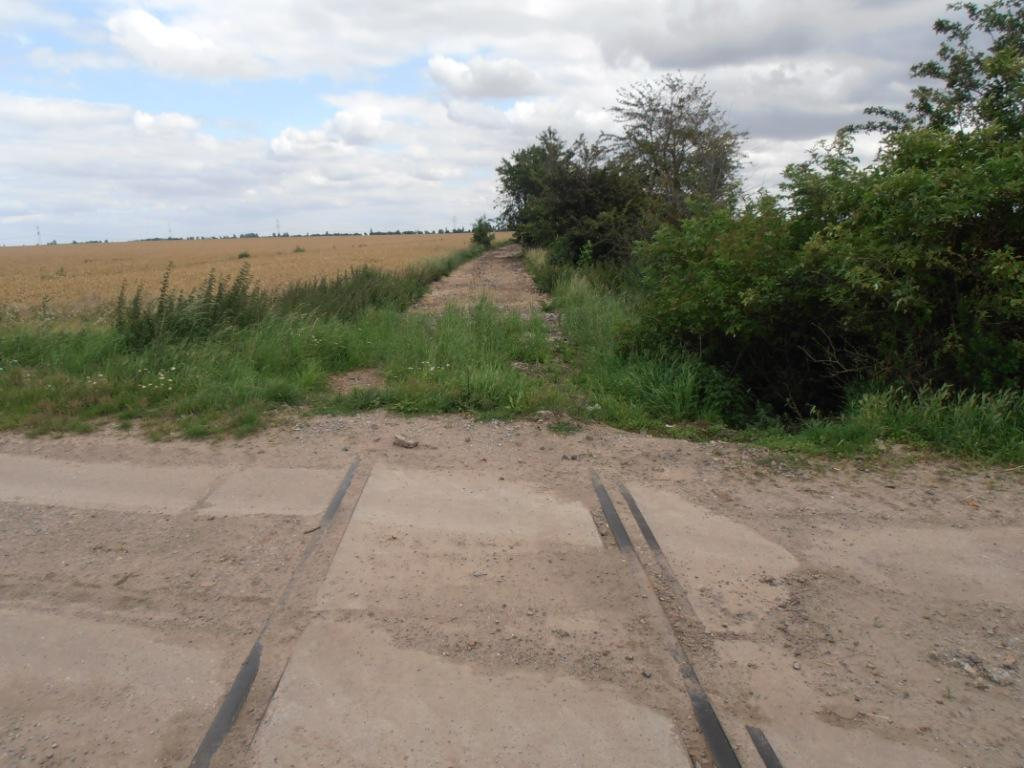
Gleisrest und ehemaliges Gleisbett zwischen Welsleben und Bahrendorf

Die Strecke beginnt im Bahnhof Schönebeck (Elbe) und zweigt dort von der Strecke in Richtung Magdeburg nach Nordwesten ab. Sie verläuft durch das überwiegend landwirtschaftliche genutzte Gebiet der Magdeburger Börde zum Eisenbahnknoten Blumenberg. Gemeinsam mit den Strecken Blumenberg–Eilsleben und Haldensleben–Eilsleben bildet sie eine Art Halbring um Magdeburg.

## Geschichte
Der Personenverkehr wurde am 1. November 1896 durch die Preußische Staatsbahn eröffnet. Bereits am 8. Oktober wurde die Strecke für den Güterverkehr freigegeben. Die Strecke diente der Verbindung mehrerer größerer Bördedörfer mit der Stadt Schönebeck und – mit Umsteigen in Blumenberg – mit Halberstadt und Magdeburg. Der Verkehr war stets mäßig. Von Anfang des 20. Jahrhunderts bis Mitte der 1990er Jahre wurde die Strecke fast immer von werktags vier Zugpaaren (am Wochenende zeitweise nur drei) befahren. Lediglich in den 1960er und 1970er Jahren verkehrten zeitweise einige Züge mehr. 
1995 und 1996 wurde das Angebot um jeweils ein Zugpaar erweitert, ab 1997 waren es sogar sieben Paare am Tag, die im Zweistundentakt verkehrten. Beim Bau der Autobahn Magdeburg–Halle wurde für die Strecke noch eine neue Unterführung gebaut. Dennoch blieb die Nachfrage auf der Strecke, die tangential zu den auf Magdeburg orientierten Hauptverkehrsströmen verlief, gering. Zum 29. Mai 1999 wurde der Verkehr abbestellt, zum Ende des Jahres auch der Güterverkehr offiziell eingestellt und die Strecke stillgelegt. Die Gleise wurden zwischenzeitlich abgebaut. Der Abschnitt im Stadtgebiet von Schönebeck bis zum Streckenkilometer 3,356 wurde noch einige Zeit als Nebengleis weitergenutzt.
Zuletzt wurde der Personenverkehr mit Schienenbussen der Baureihen 771 und 772 durchgeführt.